# Ядро (операционна система)
Вижте пояснителната страница за други значения на Ядро.
Ядро на операционна система (на английски: Kernel, произнася се кърнъл, означава „ядро“) е компютърна програма която управлява входно-изходните заявки от софтуера и ги транслира в инструкции за централния процесор и останалите електронни компоненти на компютъра. Ядрото е основен компонент на модерните операционни системи (ОС).
Обикновено критичният програмен код на ядрото се зарежда в защитената зона на паметта, което я предпазва да не бъде изтрита или използвана от други, не така критични части на операционната система или от приложните програми. Ядрото извършва задачите си (изпълнение на процеси и контрол на прекъсванията) в т.нар. kernel space, докато всичко, свързано с потребителските програми, се извършва в т.нар. user space. Това разделение осигурява отделна обработка на двата типа данни и предотвратява тяхното смесване, което би намалило ефективността или би причинило нестабилност на системата.
Когато някой процес отправи заявка към ядрото, тя се нарича системна заявка. Различно конструираните ядра на ОС се различават по това как управляват системните заявки и компютърните ресурси. Например монолитното ядро (monolithic kernel) изпълнява всички инструкции на ОС в едно адресно пространство (address space). За разлика от него микроядрото (microkernel) използва user space за повечето фонови процеси на ОС (background processes), за да постигне по-голяма модулност и да улесни поддръжката.
Интерфейсът на ядрото представлява ниво на абстракция (abstraction layer) от ниско ниво.